# Erika Seltenreich-Hodgson
Erika Seltenreich-Hodgson, född 24 april 1995, är en kanadensisk simmare. 
Seltenreich-Hodgson tävlade för Kanada vid olympiska sommarspelen 2016 i Rio de Janeiro, där hon tog sig till semifinal på 200 meter medley.

## Personliga rekord
| Långbana (50 meter) - 200 meter frisim – 2.00,27 (Victoria, 6 april 2017) - 200 meter ryggsim – 2.12,83 (Quebec, 28 februari 2016) - 200 meter bröstsim – 2.28,39 (Austin, 13 januari 2017) - 200 meter medley – 2.10,97 (Victoria, 9 april 2017) - 400 meter medley – 4.36,88 (Glasgow, 24 juli 2014) | Kortbana (25 meter) - 200 meter frisim – 1.55,91 (Sherbrooke, 24 februari 2017) - 200 meter ryggsim – 2.08,05 (Toronto, 22 februari 2014) - 200 meter bröstsim – 2.22,28 (Sherbrooke, 25 februari 2017) - 200 meter medley – 2.08,09 (Sherbrooke, 26 februari 2017) - 400 meter medley – 4.34,76 (Toronto, 20 februari 2014) |